# Кондамен Шателар
Кондамен Шателар (фр. Condamine-Châtelard) насеље је и општина у Француској у региону Прованса-Алпи-Азурна обала, у департману Горњопровансалски Алпи која припада префектури Барселонет.
По подацима из 2011. године у општини је живело 185 становника, а густина насељености је износила 3,3 становника/km². Општина се простире на површини од 56,08 km². Налази се на средњој надморској висини од 1305 метара (максималној 3.047 m, а минималној 1.239 m).

## Демографија
| 1962. | 1968. | 1975. | 1982. | 1990. | 1999. | 2011. |
| ----- | ----- | ----- | ----- | ----- | ----- | ----- |
| 185   | 200   | 195   | 198   | 168   | 166   | 185   |

График промене броја становника у току последњих година